# العلاقات الأرمينية السيراليونية
العلاقات الأرمينية السيراليونية هي العلاقات الثنائية التي تجمع بين أرمينيا وسيراليون.

## مقارنة بين البلدين
هذه مقارنة عامة ومرجعية للدولتين:
| وجه المقارنة                                              | أرمينيا                    | سيراليون       |
| --------------------------------------------------------- | -------------------------- | -------------- |
| المساحة (كم2)                                             | 29.74 ألف                  | 71.74 ألف      |
| عدد السكان (نسمة)                                         | 2.93 مليون                 | 7.56 مليون     |
| الكثافة السكانية (ن./كم²)                                 | 98.52                      | 105.38         |
| العاصمة                                                   | يريفان                     | فريتاون        |
| اللغة الرسمية                                             | لغة أرمنية                 | لغة إنجليزية   |
| العملة                                                    | درام أرميني                | ليون سيراليوني |
| الناتج المحلي الإجمالي (بليون دولار)                      | 11.54 مليار                | 3.77 مليار     |
| الناتج المحلي الإجمالي (تعادل القوة الشرائية) بليون دولار | 25.41 مليار                | 10.13 مليار    |
| الناتج المحلي الإجمالي الاسمي للفرد دولار أمريكي          | 3.49 ألف                   | 653            |
| الناتج المحلي الإجمالي للفرد دولار أمريكي                 | 8.07 ألف                   | 1.97 ألف       |
| مؤشر التنمية البشرية                                      | 0.743                      | 0.413          |
| رمز المكالمات الدولي                                      | +374                       | +232           |
| رمز الإنترنت                                              | .am، .հայ ‏                 | .sl            |
| المنطقة الزمنية                                           | ت ع م+04:00، توقيت أرمينيا | 00             |

## منظمات دولية مشتركة
يشترك البلدان في عضوية مجموعة من المنظمات الدولية، منها:
| علم المنظمة | اسم المنظمة                               | تاريخ انضمام أرمينيا | تاريخ انضمام سيراليون |
| ----------- | ----------------------------------------- | -------------------- | --------------------- |
|             | مؤسسة التنمية الدولية                     | 25 أغسطس 1993        | 13 نوفمبر 1962        |
|             | يونسكو                                    | 9 يونيو 1992         | 28 مارس 1962          |
|             | مؤسسة التمويل الدولية                     | 18 أبريل 1995        | 10 سبتمبر 1962        |
|             | منظمة حظر الأسلحة الكيميائية              | ?                    | ?                     |
|             | الأمم المتحدة                             | 2 مارس 1992          | 27 سبتمبر 1961        |
|             | الاتحاد الدولي للاتصالات                  | 30 يونيو 1992        | 30 ديسمبر 1961        |
|             | منظمة الشرطة الجنائية الدولية             | ?                    | ?                     |
|             | البنك الدولي للإنشاء والتعمير             | 16 سبتمبر 1992       | 10 سبتمبر 1962        |
|             | الاتحاد البريدي العالمي                   | ?                    | ?                     |
|             | المركز الدولي لتسوية المنازعات الاستشارية | 16 أكتوبر 1992       | 14 أكتوبر 1966        |
|             | وكالة ضمان الاستثمار متعدد الأطراف        | 5 ديسمبر 1995        | 20 يونيو 1996         |
|             | منظمة التجارة العالمية                    | 5 فبراير 2003        | ?                     |

## وصلات خارجية
- موقع وزارة الخارجية الأرمينية